# Bijou (football)
Pour les articles homonymes, voir Bijou et Coronel.
Davidson Renato da Cruz Coronel plus communément appelé Bijou est un footballeur cap-verdien né le 14 avril 1986 à Praia.

## Biographie
Formé à la "Escola de Preparação Integral de Futebol" (EPIF) à Praia, il a rapidement intégré le Sporting Praia. il est recruté en 2004 par le Benfica Lisbonne et intègre l'équipe U19 puis l'équipe réserve. Il y est entraîné par Rui Vitória.
Il est prêté pour la saison 2006-2007 au club de Segunda Liga de Gondomar SC où il retrouve un ancien coéquipier, le chilien Nicolás Canales. Il fait ses débuts le 27 aout 2006 lors du match nul 1-1 contre Olhanense en entrant à la 45e minute. Il ne fait qu'une apparition en championnat et une deuxième en Coupe de Portugal en novembre 2006 lors de la victoire 2-0 contre Avanca (en).
En janvier 2008, il rejoint le club de CD Fátima. Il y retrouve Rui Vitória qui l'avait déjà entrainé au Benfica en équipe junior. Il fait ses débuts en Segunda Liga le 2 février 2008 lors de la 18e journée lors de la défaite 0-1 contre Rio Ave.
Lors de la saison 2012 - 2013 il est une des pièces importantes de l'équipe d'Arouca. Lors de la saison la plus réussie du club, il inscrit le but décisif pour la montée en Liga Sagres le 21 avril 2013 contre Feirense (victoire 1-0). Il finit vice champion avec son club. En juillet, son nouvel entraîneur, Pedro Emanuel, lui annonce qu'il ne compte pas sur lui pour la saison suivante et préfère Nuno Coelho et Soares (en) au milieu de terrain.
Le 24 aout 2013, il signe au club de Segunda Liga d'Atlético Clube de Portugal . Il y retrouve un compatriote cap-verdien qui arrive en provenance de Naval, Pedro Moreira.
En février 2014, il signe pour le club américain de d'USL Pro de Phoenix FC (en)

## Carrière
| Saison          | Club                | Pays | Championnat      | Match/Buts | Coupes nationales | Sélection Cap-Vert |
| --------------- | ------------------- | ---- | ---------------- | ---------- | ----------------- | ------------------ |
| 2005 - 2006     | Benfica B           |      | II Divisão (D3)  | 9 (0)      | -                 | -                  |
| 2006 - 2007     | →Gondomar SC (prêt) |      | Segunda Liga     | 1 (0)      | 1 (0)             | -                  |
| juil - déc 2007 | CSKA Sofia          |      | Segunda Liga     | 0 (0)      | 0 (0)             | -                  |
| jan - juin 2008 | CD Fátima           |      | Segunda Liga     | 1 (0)      | 0 (0)             | -                  |
| 2008 - 2009     | CD Pinhalnovense    |      | II Divisão (D3)  | 19 (0)     | 3 (0)             | -                  |
| 2009 - 2010     | AD Fafe             |      | III Divisão (D4) | 24 (0)     | 0 (0)             | -                  |
| 2010 - 2011     | AD Fafe             |      | II Divisão (D3)  | 25 (0)     | 3 (0)             | -                  |
| 2011 - 2012     | AD Fafe             |      | II Divisão (D3)  | 22 (0)     | 2 (0)             | -                  |
| 2012 - 2013     | FC Arouca           |      | Segunda Liga     | 22 (1)     | 5 (0)             | -                  |
| 2013 - fév 2014 | Atlético CP         |      | Segunda Liga     | 14 (0)     | 3 (0)             | -                  |
| fév - juin 2014 | Phoenix FC (en)     |      | USL Pro (D3)     | - (-)      | -                 | -                  |

## Palmarès
- Segunda Liga :
  - Vice champion en 2013 avec FC Arouca.
- III Divisão (D4) :
  - Vice champion en 2010 avec l'AD Fafe